# Bisidmonea azorica
Bisidmonea azorica är en mossdjursart som beskrevs av Brood 1970. Bisidmonea azorica ingår i släktet Bisidmonea och familjen Entalophoridae. Inga underarter finns listade i Catalogue of Life.